# جریان نهفته (فیلم ۲۰۰۴)
جریان نهفته یا جریان آب زیر دریا (به انگلیسی: Undertow) فیلمی محصول سال ۲۰۰۴ و به کارگردانی دیوید گوردون گرین است. در این فیلم بازیگرانی همچون جیمی بل، درموت مالرونی، دیوون آلن، شیری اپلبی، جاش لوکاس و کریستن استوارت ایفای نقش کرده‌اند.